# Callopistria bernei
Callopistria bernei là một loài bướm đêm trong họ Noctuidae.